# Гизенга, Луги
Луги Гизенга (фр. Lugi Gizenga; 21 сентября 1965, Киншаса, ДР Конго — 2 июня 2020, там же) — конголезский политик, лидер Объединенной партии лумумбистов. Он был советником по инвестициям и партнерским отношениям Мартина Кабвелулу, министра горной промышленности Демократической Республики Конго.

## Биография
Сын изгнанного соратника Патриса Лумумбы Антуана Гизенги, бывшего альтернативного главы государства. Луги Гизенга закончил начальное образование в Москве, а среднее образование — во Франции. Он окончил Lycée Cheminade в Браззавиле, а вернувшись из эмиграции, получил лицензиат в области налогообложения в Высшем институте социальных исследований (Institut supérieur d'études sociales) в Киншасе.
Гизенга работал в Министерстве финансов Демократической Республики Конго, а затем перешёл в Министерство горнодобывающей промышленности в качестве советника министра шахт по инвестициям и партнерским отношениям.
Он присоединился к Объединенной партии лумумбистов (PALU) в 1985 году в Браззавиле в качестве молодого активиста, а впоследствии поднялся по служебной лестнице в партии, уже находясь в ДРК. 24 октября 2015 года Луги Гизенга назначается на должность постоянного секретаря и пресс-секретаря PALU, с целью воссоздания внутренней и внешней сплоченности партии после периода напряженности. 17 января 2016 года он впервые выступил в качестве лидера партии перед более чем 10 000 активистов FIKIN на мероприятиях по случаю годовщины убийства героя конголезской независимости Патриса Эмери Лумумбы. Он также выступал за блок лумумбистов в Национальном собрании.
Гизенга был женат на Мари Нтумба Гизенге, от которой у него было трое детей. Он умер 2 июня 2020 года в Киншасе в возрасте 54 лет.